# Seth Allen
Seth Edwin Allen (Woodbridge, Virginia, 20 de noviembre de 1994) es un baloncestista estadounidense que pertenece a la plantilla del Iraklis BC de la A2 Ethniki, el segundo nivel del baloncesto griego. Con 1,85 metros de estatura, juega en la posición de base.

## Trayectoria deportiva

### Universidad
Jugó dos temporadas con los Terrapins de la Universidad de Maryland, en las que promedió 9,8 puntos, 2,1 rebotes, 2,6 asistencias y 1,0 robos de balón por partido. Al término de la segunda temporada solicitó ser transferido a los Hokies del Instituto Politécnico y Universidad Estatal de Virginia, donde disputó dos temporadas más, promediando 12,1 puntos, 2,4 rebotes y 2,7 asistencias por encuentro.
En 2016 fue incluido en el segundo mejor quinteto de la Atlantic Coast Conference, mientras que al año siguiente fue elegido mejor sexto hombre de la conferencia.

### Profesional
Tras no ser elegido en el Draft de la NBA de 2017, firmó su primer contrato profesional con el equipo húngaro del Atomerőmű SE, con los que disputó una temporada en la que promedió 14,6 puntos y 3,3 asistencias por partido. En el mes de marzo de 2018 dejó el equipo, regresando a su país para jugar en los Sioux Falls Skyforce  de la G League, con los que acabó la temporada promediando 7,5 puntos por partido.
No volvió a las canchas hasta febrero de 2019, cuando firmó hasta final de temporada con el KK Šiauliai lituano, con los que promedió 14,3 puntos y 4,7 asistencias por partido. En septiembre de 12019 volvió a cambiar de liga, tras fichar por el Sporting Club Juvecaserta de la Serie A2, el segundo nivel del baloncesto italiano. Hasta el parón de la liga por el coronavirus estaba promediando 17,2 puntos y 3,3 rebotes por encuentro.